# رئاسة وزراء بوريس جونسون

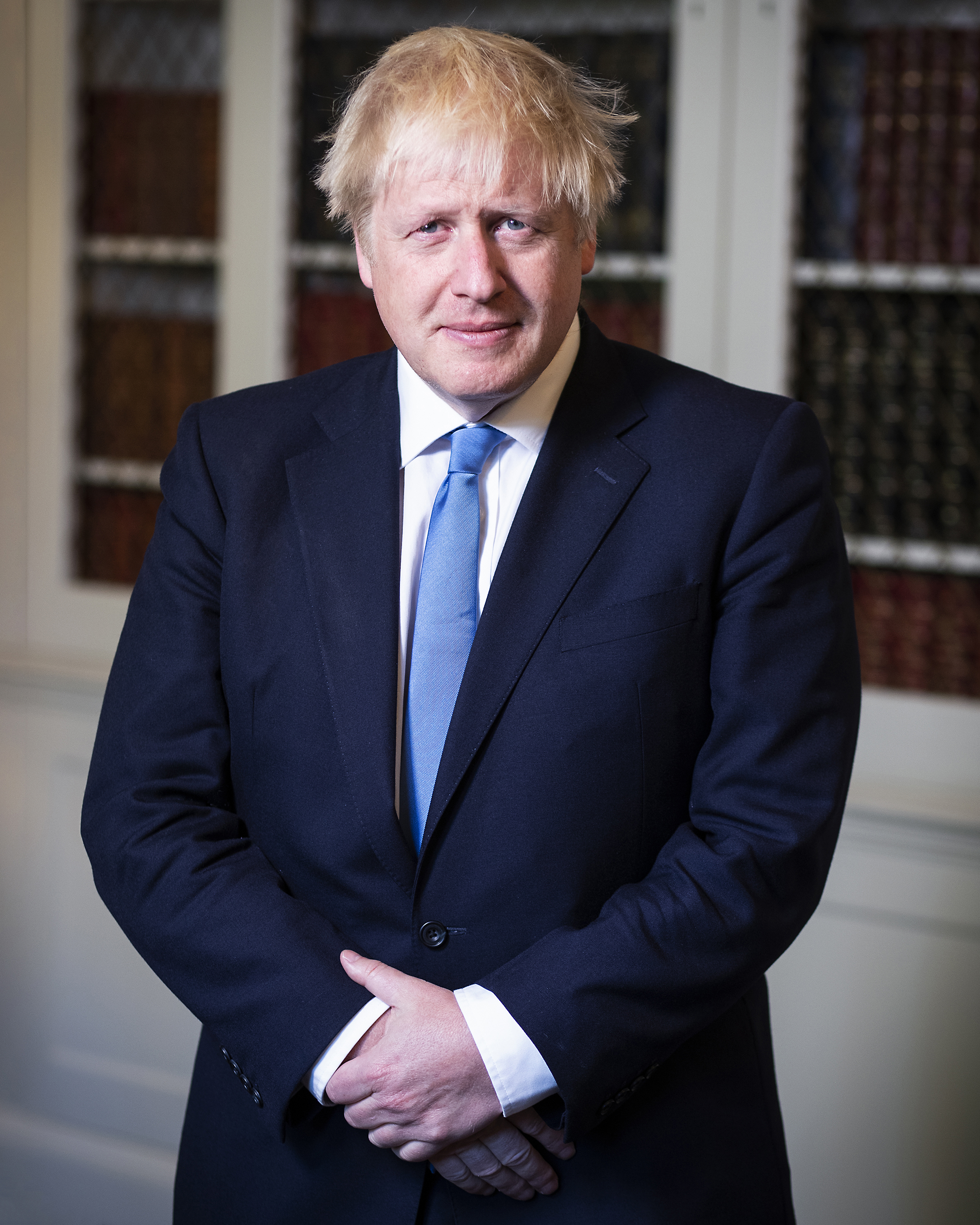
بوريس جونسون - رئيس وزراء المملكة المتحدة 2019 - 2022

بدأ بوريس جونسون منصب رئيس وزراء المملكة المتحدة في 24 يوليو 2019 بعد قبوله دعوة الملكة إليزابيث الثانية لتشكيل إدارة جديدة، في أعقاب استقالة سلفه تيريزا ماي بعد رفض البرلمان المتكرر لاتفاقية بريكست. انتهت فترة رئاسته للوزراء باستقالته في 6 سبتمبر 2022. هيمن «البريكست»، وجائحة كوفيد-19 العالمية المستمرة، والغزو الروسي لأوكرانيا في عام 2022، وأزمة تكاليف المعيشة، على رئاسة جونسون. اتسمت رئاسته للوزراء بعدة خلافات سياسية وفضائح.
أعلن جونسون رئيسًا لحزب المحافظين بعد إعلان نتائج انتخابات القيادة لعام 2019 في 23 يوليو 2019. في اليوم التالي بعد تعيينه رئيسًا للوزراء، شكل جونسون منصب وزير الاتحاد، الذي تزامن مع منصبه رئيسًا للوزراء، وكان أول رئيس وزراء يعتمد هذا اللقب. شمل ذلك إجراء فض للبرلمان من جانب جونسون لم توافق عليه المحكمة العليا، وتمرير «قانون بن» ضد المعارضة الشديدة للحكومة، وطرد 21 نائبًا من حزب المحافظين، وفقدان الأغلبية العاملة للحكومة، وثلاث محاولات فاشلة لحل البرلمان وإجراء انتخابات عامة، ومزاعم من جانب المحافظين بشكل خاص، تتعلق بالتحيز وخرق الحكم والترهيب من قبل رئيس مجلس العموم جون بيركو، الذي خلفته ليندسي هويل فيما بعد. أجريت انتخابات عامة مبكرة في ديسمبر 2019، وقاد جونسون حزب المحافظين إلى أكبر انتصار له منذ عام 1987 (في عهد مارجريت تاتشر). في أعقاب الانتخابات، صدق البرلمان على اتفاقية البريكسيت لجونسون، وغادرت المملكة المتحدة الاتحاد الأوروبي في 31 يناير 2020، في بداية فترة انتقالية امتدت 11 شهرًا.
في مارس 2020، بدأ فيروس كورونا بالظهور كأزمة خطيرة في البلاد، إذ جاءت نتيجة فحص جونسون نفسه إيجابية، وأدخل المستشفى بسبب المرض في أبريل 2020. استجابت حكومة جونسون للوباء من خلال سن قانون الطوارئ واتخاذ تدابير اجتماعية واسعة النطاق، تضمنت عدة عمليات إغلاق، وأقرت برنامج التطعيم الذي بدأ في ديسمبر 2020، إلا أن تفاعل حكومة جونسون مع الجائحة كان متباينًا. مع استمرار الجائحة، تفاوضت المملكة المتحدة والاتحاد الأوروبي بشأن اتفاق التجارة والتعاون بين الاتحاد الأوروبي والمملكة المتحدة، الذي دخل حيز النفاذ مؤقتًا في الأول من يناير 2021. شهد شهر أبريل 2021 وفاة الأمير فيليب، دوق أدنبرة، وجنازته، وقام جونسون بتحية الأمير فيليب بعد الإعلان عن وفاته. شهد شهر أغسطس 2021 انتهاء انسحاب معظم القوات الأمريكية وقوات التحالف من أفغانستان، مما أدى إلى هجوم طالبان وسقوط كابول، الأمر الذي تفاعل عليه جونسون بعملية إجلاء الرعايا البريطانيين من أفغانستان واستدعاء البرلمان. في فبراير 2022، رد جونسون على الحرب الروسية في أوكرانيا بفرض عقوبات على روسيا والسماح بدخول المليارات من المساعدات الأجنبية وشحنات الأسلحة إلى أوكرانيا. من خلال دعمه لأوكرانيا، تقرب جونسون من الرئيس الأوكراني فولوديمير زيلينسكي وحصل على وسام الحرية الأوكراني في شهر أغسطس 2022.
اتسمت فترة رئاسة جونسون، الذي كان شخصية مثيرة للجدل في السياسة البريطانية، بسلسلة من الخلافات السياسية والفضائح. انخفضت شعبية جونسون انخفاضًا حادًا في عامي 2021 و2022 بعد مواجهته عدة تحقيقات في الفساد، في حين تأثر الوضع العام لحكومته باستقالة العديد من كبار الموظفين. في يونيو 2022، فاز في تصويت للثقة في قيادته لحزب المحافظين، إذ صوت 211 نائبًا محافظًا لصالحه و148 ضده، ولكنه أضعف سياسيًا. في غضون أسابيع، غرقت الحكومة في أزمة سياسية أدت إلى عدد قياسي من الاستقالات من حكومة جونسون بدأت مع استقالتي ساجد جاويد وريشي سوناك في 5 يوليو. رغم الاستقالة الجماعية التاريخية لوزرائه ودعوته إلى الاستقالة، صرح جونسون بأن لديه «تفويض واسع» من الجمهور ورفض في البداية التنحي. في 7 يوليو 2022، استقال جونسون من منصبه كزعيم للحزب، ولكنه ظل في منصبه كحاكم مؤقت إلى أن عينت الملكة خلفه، وزيرة خارجيته ليز تروس، رسميًا في 6 سبتمبر 2022.
من بين الأحداث والفضائح البارزة الأخرى التي وقعت أثناء ولاية جونسون كرئيس للوزراء خلافات تتعلق بعقود كوفيد-19، وفضيحة دومينيك كامينغز، والجدل حول تجديد داونينغ ستريت، وفضيحة أوين باترسون، والجدل الواسع حول الوظائف الثانية للبرلمان، والجدل حول كير ستارمر، واستقالة اثنين من مستشاري جونسون في الأخلاق والقوانين الوزارية، وفضيحة كريس بينشر.

## دعوته لقيادة حزب المحافظين
بعد فشلها في تمرير اتفاقية بريكسيت عبر البرلمان ثلاث مرات، أعلنت تيريزا ماي استقالتها من منصب رئاسة وزراء المملكة المتحدة في 24 مايو 2019 وسط دعوات للإطاحة بها. كان بوريس جونسون (الذي كان عضوا رئيسيًا في حملة التصويت للخروج من الاتحاد الأوروبي، وشغل منصب عمدة لندن) قد أكد في حدث مهني في مانشستر قبل أيام أنه سيترشح لرئاسة حزب المحافظين في حالة استقالة ماي.
قبيل زيارته الرسمية إلى المملكة المتحدة، أيد الرئيس الأمريكي دونالد ترامب تعيين جونسون زعيمًا للحزب في مقابلة مع صحيفة ذا سن، معتبرًا «أنه سيحقق أداءً جيدًا». فاز جونسون بجميع جولات التصويت الخمس التي أجراها أعضاء البرلمان، ودخل التصويت النهائي من قبل أعضاء الحزب المحافظين كأفضل مرشح لانتخابه رئيسا للوزراء. في 23 يونيو، فاز على منافسه جيريمي هانت ب92.153 صوتًا، أي 66.4% من مجموع الأصوات، بينما حصل هانت على 46.656 صوتًا. أعلنت هذه النتائج في حدث وقع في مركز الملكة إليزابيث الثانية في وستمنستر.

## التجهيزات الأولية
في يوم إعلانه رئيسًا للوزراء، سلم جونسون منصب رئيس السوط إلى النائب مارك سبنسر.
عين أندرو غريفيث، وهو مسؤول تنفيذي في شركة سكاي العملاقة لوسائل الإعلام، كبيرًا لمستشار الأعمال في الوحدة السياسية رقم 10. عينت منيرة ميرزا، التي كانت نائبة لرئآسة بلدية لدى جونسون في جميع أنحاء لندن، مديرة للوحدة السياسية رقم 10. عين دومينيك كامينغز، الرئيس السابق لحملة التصويت للخروج من الاتحاد الأوروبي، مستشارًا كبيرًا لجونسون.
عين جونسون ساجد جاويد مستشار الخزانة، ودومينيك راب وزيرًا للخارجية، وبريتي باتل وزيرًا للداخلية. أصبح مايكل جوف مستشار لدوقية لانكستر وحلت مكانه تيريزا فيليرز وزيرة للبيئة. أصبح غافين ويليامسون وزيرًا للتعليم، وأندريا ليدسوم وزيرة للأعمال، وليز تراس وزيرة للتجارة الدولية، ومنحت شابس منصب وزيرة للنقل. احتفظ ستيف باركلي، ومات هانكوك، وأمبر رود، وألون كيرنز بأدوارهم السابقة في مجلس الوزراء، في حين تولى جوليان سميث، وأليستر جاك ونيكي مورغان أدوارًا جديدة. دخل مجلس الوزراء لأول مرة كل من بن والاس، وروبرت جينريك، وجيمس كليفرلي، وريشي سوناك، وروبرت بوكلاند.

## المئة يوم الأولى
في 24 يوليو 2019، دخل جونسون 10 داوننغ ستريت (مقر الإقامة الرسمية ومكتب رئيس وزراء بريطانيا) للمرة الأولى كرئيس للوزراء. استغل خطابه الأول ليعد بإبرام اتفاق خروج بريطانيا من الاتحاد الأوروبي في غضون 99 يومًا، وتعهد بأن تترك بريطانيا الاتحاد الأوروبي بحلول 31 أكتوبر 2019، «بلا إذ ولا لكن (أي بدون أعذار أو شروط)».
ركز جونسون على تعزيز الاتحاد خلال أيامه القليلة الأولى في منصبه، إذ أنشأ منصبًا لوزير الاتحاد وزار اسكتلندا وويلز وأيرلندا الشمالية. في معرض إظهاره التزاما تجاه شمال إنكلترا، أعطى وزير الطاقة في الشمال جيك بيري الحق في حضور مجلس الوزراء. في 27 تموز/يوليه، ألقى جونسون خطابا في متحف العلوم والصناعة في مانشستر حيث وعد ببناء طريق سريع للسكك الحديدية يربط المدينة بليدز.